# 이브리 경기장
이브리 종합운동장(아랍어: مجمع عبري الرياضي, 영어: Ibri Sports Complex)은 오만 이브리에 있는 다목적 경기장이다. 현재는 주로 알루스타크 클럽의 홈구장으로 사용된다.